# 索布蘭特 (加利福尼亞州)
索布蘭特（英語：Sobrante）是位於美國加利福尼亞州康特拉科斯塔縣的一個非建制地區。該地的面積和人口皆未知。

## 地理
索布蘭特的座標為38°00′08″N 122°20′58″W / 38.00222°N 122.34944°W，而該地的平均海拔高度為7米（即23英尺）。